# Diaphus brachycephalus
Diaphus brachycephalus är en fiskart som beskrevs av Tåning 1928. Diaphus brachycephalus ingår i släktet Diaphus och familjen prickfiskar. Inga underarter finns listade i Catalogue of Life.